# Tiro ai Giochi della IV Olimpiade - Bersaglio mobile colpo singolo
La competizione del bersaglio mobile colpo singolo  di Tiro ai Giochi della IV Olimpiade si tenne il 9 luglio 1908 al Bisley Rifle Range nella contea di Surrey.

## Risultati
Distanza 110 metri. 10 tiri in dieci corse della sagoma.
| Pos.    | Atleta                 | Nazione     | Punti |
| ------- | ---------------------- | ----------- | ----- |
| Oro     | Oscar Swahn            | Svezia      | 25    |
| Argento | Ted Ranken             | Regno Unito | 24    |
| Bronzo  | Alexander Rogers       | Regno Unito | 24    |
| 4       | Maurice Blood          | Regno Unito | 23    |
| 5       | Albert Kempster        | Regno Unito | 22    |
| 6       | William Lane-Joynt     | Regno Unito | 21    |
| 6       | Walter Winans          | Stati Uniti | 21    |
| 6       | James Cowan            | Regno Unito | 21    |
| 9       | Joshua Millner         | Regno Unito | 20    |
| 10      | Charles Nix            | Regno Unito | 19    |
| 11      | Ernst Rosell           | Svezia      | 17    |
| 12      | William Ellicott       | Regno Unito | 16    |
| 13      | Léon Tétart            | Francia     | 11    |
| 14      | Maurice Robion du Pont | Francia     | 6     |
| 15      | André Barbillat        | Francia     | 3     |
| -       | John Bashford          | Regno Unito | DNF   |